# Permette? Alberto Sordi
Permette? Alberto Sordi es una película italiana biográfica dirigida por Luca Manfredi y estrenada en 2020. La película es una de las iniciativas previstas para conmemorar el centenario del nacimiento del actor romano.
La película rememora veinte años de la vida personal y profesional de Alberto Sordi, de 1937 a 1957; desde sus inicios como aspirante a actor, hasta su éxito gracias a El jeque blanco (1952) y Los inútiles (1953), dirigidas por Federico Fellini.

## Sinopsis
Alberto Sordi es despedido del hotel en Milán donde trabaja, porque según el director, molesta a Vittorio De Sica y llega varias veces tarde. Algún tiempo después, es expulsado de la Accademia dei Filodrammatici debido a su fuerte acento romano y, por lo tanto, tiene que regresar a Roma.
Encuentra trabajo como extra en Cinecittà, en el papel de un soldado romano en la película Scipione l'Africano (1937). Más tarde, está a cargo del doblaje para la radio del actor Oliver Hardy, del dúo Laurel y Hardy. Hace su debut en el teatro con Aldo Fabrizi, comienza a trabajar en variedades y para la radio, mientras que De Sica también lo contrata en su primera película como protagonista, Mamma mia, che impressione! (1951)
Durante estos años, Sordi se hace amigo de otro joven principiante, Federico Fellini, quien marcará el comienzo de su celebridad. Se enamora de la bella Jole, sastre en Cinecittà, y también tiene una relación con Andreina Pagnani, quince años mayor que él. Posteriormente Sordi se enfrenta a la muerte de sus padres y se sentirá particularmente afectado por la pérdida de su madre.

## Reparto
- Edoardo Pesce: Alberto Sordi[3]
- Pia Lanciotti: Andreina Pagnani
- Alberto Paradossi: Federico Fellini
- Paola Tiziana Cruciani: Maria Righetti Sordi
- Luisa Ricci: Savina Sordi
- Michela Giraud: Aurelia Sordi
- Paolo Giangrasso: Giuseppe Sordi
- Giorgio Colangeli: Pietro Sordi
- Martina Galletta: Giulietta Masina
- Francesco Foti: Vittorio De Sica
- Sara Cardinaletti: Jole
- Lillo Petrolo: Aldo Fabrizi
- Massimo Wertmüller:

## Distribución
La película se estrenó en los cines italianos el 24 de febrero de 2020 y se proyectó hasta el día 26. El 24 de marzo de 2020 se emitió en RAI 1, en horario prime time.

## Críticas
La película ha sido muy criticada por la familia, en particular por su primo Igor Righetti, quien afirmó que tiene muchas imprecisiones y falsedades, e incluso se ignora una característica esencial de la personalidad de Sordi, su profunda religiosidad.